# Mađarske igre
Klasično delo Mađarske igre (nem. Ungarische Tänze)  Johanesa Bramsa je set od 21 žive kompozicije za igru inspirisane mađarskom folklornom muzikom. Trajanje numera je od oko jedne do četiri minute. To su neke od najpopularnijih Bramsovih dela koja su mu donela najviše dobiti. Igre su aranžirane za mnoge instrumente i ansamble. Brams je originalno napisao verzije za klavir sa 4 ruke, da bi kasnije prvih 10 igara aranžirao za solo klavir. Za Orkestar je aranžirao igre  Br. 1, Br. 3 i Br. 10. Ostali kompozitori, uključujući Antonina Dvoržaka su orkestrirali ostale igre. Najpoznatija Mađarska igra je Br. 5 u f♯-mol (g-mol u verziji za orkestar).

## Spisak Mađarskih igara
1. Br. 1 u
2. Br. 2 u
3. Br. 3 u
4. Br. 4 u f-mol (f♯-mol za orkestar)
5. Br. 5 u f♯-mol (g-mol za orkestar)
6. Br. 6 u D♭-dur (D-dur za orkestar)
7. Br. 7 u
8. Br. 8 u
9. Br. 9 u
10. Br. 10 u E-dur (F-dur za orkestar)
11. Br. 11 u
12. Br. 12 u
13. Br. 13 u
14. Br. 14 u
15. Br. 15 u
16. Br. 16 u
17. Br. 17 u
18. Br. 18 u
19. Br. 19 u
20. Br. 20 u
21. Br. 21 u

Bramsove Mađarske igre su imale uticaja na slične Slovenske igre Antonjina Dvoržaka.

## Videti
- Mađarske rapsodije (Franc List)
- Ede Remenji
- Simrok